# CCKAR
CCKAR (англ. Cholecystokinin A receptor) – білок, який кодується однойменним геном, розташованим у людей на короткому плечі 4-ї хромосоми.  Довжина поліпептидного ланцюга білка становить 428 амінокислот, а молекулярна маса — 47 841.
| 10         |  | 20         |  | 30         |  | 40         |  | 50         |
| ---------- |  | ---------- |  | ---------- |  | ---------- |  | ---------- |
| MDVVDSLLVN |  | GSNITPPCEL |  | GLENETLFCL |  | DQPRPSKEWQ |  | PAVQILLYSL |
| IFLLSVLGNT |  | LVITVLIRNK |  | RMRTVTNIFL |  | LSLAVSDLML |  | CLFCMPFNLI |
| PNLLKDFIFG |  | SAVCKTTTYF |  | MGTSVSVSTF |  | NLVAISLERY |  | GAICKPLQSR |
| VWQTKSHALK |  | VIAATWCLSF |  | TIMTPYPIYS |  | NLVPFTKNNN |  | QTANMCRFLL |
| PNDVMQQSWH |  | TFLLLILFLI |  | PGIVMMVAYG |  | LISLELYQGI |  | KFEASQKKSA |
| KERKPSTTSS |  | GKYEDSDGCY |  | LQKTRPPRKL |  | ELRQLSTGSS |  | SRANRIRSNS |
| SAANLMAKKR |  | VIRMLIVIVV |  | LFFLCWMPIF |  | SANAWRAYDT |  | ASAERRLSGT |
| PISFILLLSY |  | TSSCVNPIIY |  | CFMNKRFRLG |  | FMATFPCCPN |  | PGPPGARGEV |
| GEEEEGGTTG |  | ASLSRFSYSH |  | MSASVPPQ   |  |            |  |            |

A: Аланін

C: Цистеїн

D: Аспарагінова кислота

E: Глутамінова кислота

F: Фенілаланін

G: Гліцин

H: Гістидин

I: Ізолейцин

K: Лізин

L: Лейцин

M: Метіонін

N: Аспарагін

P: Пролін

Q: Глутамін

R: Аргінін

S: Серин

T: Треонін

V: Валін

W: Триптофан

Кодований геном білок за функціями належить до рецепторів, g-білокспряжених рецепторів, білків внутрішньоклітинного сигналінгу. 
Локалізований у клітинній мембрані, мембрані.